# Letničie
Letničie je naseljeno mjesto u okrugu Skalica u Trnavskom kraju u Slovačkoj.

## Stanovništvo
| Godina:     | 1993. | 2003.   | 2013.   | 2023.   |
| ----------- | ----- | ------- | ------- | ------- |
| Broj ljudi: | 537   | 519     | 493     | 504     |
| Razlika:    |       | -3,35 % | -5,00 % | +2,23 % |

| Godina:     | 2022. | 2023.   |
| ----------- | ----- | ------- |
| Broj ljudi: | 502   | 504     |
| Razlika:    |       | +0,39 % |

Prema podacima o broju stanovnika iz 2023. godine naselje je imalo 504 stanovnika.

## Vanjske poveznice
|  | Zajednički poslužitelj ima još gradiva o temi Letničie |

- Službena stranica naselja (sl.)